# Candilhargues
Candilhargues (en francès Candillargues) és un municipi occità del Llenguadoc, situat al departament francès de l'Erau i a la regió d'Occitània.